# منتخب أيرلندا الشمالية لكرة الشبكة
منتخب أيرلندا الشمالية لكرة الشبكة هو ممثل أيرلندا الشمالية الرسمي في المنافسات الدولية في كرة الشبكة في فئة رياضة نسوية .